# Lindera pulcherrima
Lindera pulcherrima,  es una planta perteneciente a la familia Lauraceae, nativa de la India.

## Descripción
Es un arbusto o árbol pequeño, que alcanza un tamaño de 1-10 m de altura. Las ramitas son llamativamente de color blanco moteado. Las hojas son ovadas a lanceoladas,  agudas en el ápice y la base, enteras, glabras, con nervios paralelos. Las flores nacen en panículas, de 10 a 15 cm de largo.   Las flores son de 4-5 mm de largo, tubo casi tan largo como los pétalos. Estambres están casi llegando a la punta de los pétalos. El fruto es negro, curvado en forma de riñón o largo obovoide de 7-10 x 3-6 mm.

## Propiedades
En la medicina tradicional se utiliza por su principio activo, el sesquiterpeno curzerenona.

## Taxonomía
Lindera pulcherrima fue descrita por (Nees) Hook.f. y publicado en The Flora of British India 5(13): 185. 1886.
Sinonimia
- Daphnidium pulcherrimum Nees
- Lindera pulcherrima var. pulcherrima

var. attenuata C.K. Allen
- Lindera subcaudata (Merr.) Merr.
- Neolitsea subcaudata Merr.

var. hemsleyana (Diels) H.B. Cui
- Benzoin strychnifolium var. hemsleyanum (Diels) Rehder
- Benzoin urophyllum Rehder
- Daphnidium strychnifolium var. hemsleyanum (Diels) Nakai
- Lindera aggregata var. hemsleyana (Diels) S.S.Ying
- Lindera gambleana C.K. Allen
- Lindera hemsleyana (Diels) C.K.Allen
- Lindera stewardiana C.K. Allen
- Lindera strychnifolia var. hemsleyana Diels
- Lindera urophylla (Rehder) C.K. Allen[3]